# Domenico Battaglia (arquebisbe)
Domenico Battaglia (Satriano, 20 de gener de 1963) és un cardenal i arquebisbe catòlic italià, des del 12 de desembre de 2020 arquebisbe metropolità de Nàpols.

## Biografia
Va néixer a Satriano, a la província de Catanzaro, a la llavors diòcesi de Squillace, el 20 de gener de 1963.

### Formació i ministeri sacerdotal
Va realitzar els seus estudis filosòfico-teològics al Pontifici Seminari Regional de San Pio X a Catanzaro.
El 8 d'agost de 1987 va ser ordenat diaca i, el 6 de febrer de 1988, prevere a l'església de Santa Maria di Altavilla a Satriano, per imposició de mans d'Antonio Cantisani, arquebisbe de Catanzaro-Squillace.
Va ser rector del seminari de Batxillerat de Catanzaro i membre de la comissió diocesana "Justícia i Pau" ( 1989 - 1992 ), administrador parroquial a Sant'Elia, rector de la Madonna del Carmine a Catanzaro , director de l'oficina diocesana de "Cooperació missionera entre les Esglésies" , parròquia de Satriano (1992-1999). Posteriorment va ser col·laborador del santuari de Santa Maria delle Grazie a Torre di Ruggiero, col·laborador parroquial de Montepaone, de la parròquia de San Giovanni Battista del poble de Muscettola i administrador de la parròquia de Santa Maria di Altavilla a Satriano.
Durant la seva activitat pastoral a l'arxidiòcesi de Catanzaro-Squillace s'interessà pels més dèbils i marginats, tant que se l'anomenava "sacerdot de carrer": del 1992 al 2016, de fet, va dirigir el Centre de Solidaritat Calabresa (una comunitat dedicada al tractament i recuperació de persones que pateixen drogodependències); del 2000 al 2006 va ser vicepresident de la Fundació Betània de Catanzaro (obra assistencial-benèfica diocesana); va ser president nacional de la Federació Italiana de Comunitats Terapèutiques (2006-2015).
L'any 2008 va esdevenir canonge del capítol catedralici de Catanzaro, funció que va exercir fins al seu ascens a l'episcopat.

### Ministeri episcopal

#### Bisbe de Cerreto Sannita-Telese-Sant'Agata de' Goti

Escut episcopal

El 24 de juny de 2016, el papa Francesc el va nomenar bisbe de Cerreto Sannita-Telese-Sant'Agata de' Goti. Va succeir a Michele De Rosa, que va dimitir en arribar al límit d'edat.
Va rebre l'ordenació episcopal el 3 de setembre següent, a la catedral de Catanzaro, per la imposició de les mans de Vincenzo Bertolone, arquebisbe metropolità de Catanzaro-Squillace, amb els co-consagradors Antonio Cantisani, arquebisbe emèrit de Catanzaro-Squillace, i Giancarlo Maria Breganchtini, bisbe metropolità de Campobasso-Squillace.
El 2 d'octubre de 2016 va prendre possessió de la diòcesi a la catedral de Cerreto Sannita.

#### Arquebisbe de Nàpols
El 12 de desembre de 2020, el papa Francesc el va nomenar arquebisbe metropolità de Nàpols; va succeir el cardenal Crescenzio Sepe, que va dimitir en arribar al límit d'edat. El 2 de febrer de 2021 va prendre possessió de l'arxidiòcesi.
El mateix dia va ser nomenat administrador apostòlic de Cerreto Sannita-Telese-Sant'Agata de' Goti; va ocupar el càrrec fins a l'entrada del seu successor Giuseppe Mazzafaro, que va tenir lloc el 12 de juny de l'any següent.
El 29 de juny de 2021, a la basílica de Sant Pere del Vaticà, va rebre el pal·li del papa Francesc , que li va ser imposat pel nunci apostòlic a Itàlia Emil Paul Tscherrig el 27 de setembre següent.
El 4 de novembre de 2024, a través d'una nota del gabinet de premsa de la Santa Seu, el papa Francesc va anunciar la seva creació com a cardenal en el consistori del 7 de desembre següent, on va rebre el títol de San Marco in Agro Laurentino.
L'11 de gener de 2025 va ser nomenat membre del Dicasteri per a l'Evangelització, Secció de Primera Evangelizació i Noves Esglésies Particulars.

## Obres
- Battaglia, Mimmo. Un filo d'erba tra i sassi.  Rubbettino Editore, 2009. ISBN 9788849823882.
- Battaglia, Mimmo. I poveri hanno sempre ragione. Storie di preti di strada.  Assisi: Cittadella editrice, 2010. ISBN 9788830811096.
- Battaglia, Mimmo. Vecchie ciabatte... calzari di angeli. La tenerezza di un prete in cammino con gli ultimi.  Terlizzi (BA): Ed insieme, 2012. ISBN 9788876021688.
- Battaglia, Domenico. Sulle tracce di Dio. Segni di speranza per gli uomini di oggi.  Roma: AVE, 2019. ISBN 9788832711516.
- Battaglia, Domenico. Seduto accanto alla mia povertà. Avvolto nel silenzio della Sua presenza.  Terlizzi (BA): Ed insieme, 2020. ISBN 9788876023293.
- Battaglia, Domenico. Napoli. Il colore della speranza.  Paoline, 2021. ISBN 9788831554930.
- Battaglia, Mimmo. Breviario meridiano. Sud, educazione e politica.  Firenze: Nerbini, 2023. ISBN 9788864344157.